# Grand Bouddha de Gifu

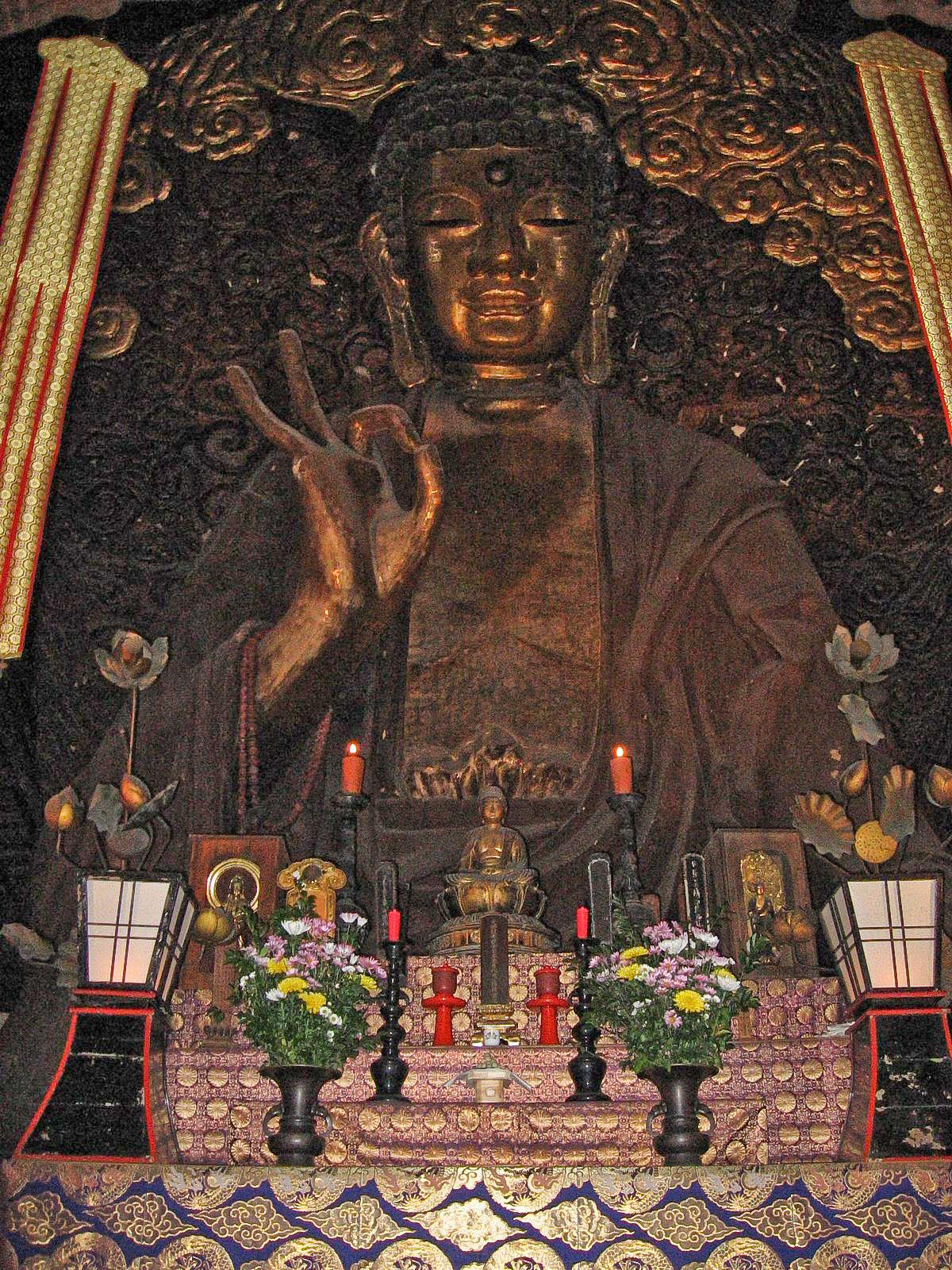
Grand Bouddha de Gifu.

Le Grand Bouddha de Gifu (岐阜大仏, Gifu Daibutsu) est une grande statue bouddhiste située à Shōhō-ji, Gifu, préfecture de Gifu au Japon. Elle fut conçue vers 1790 par le 11e prêtre en chef du temple Shōhō Kinpouzan, Ichyuu, dans l'espoir d'éviter les séismes et les famines. Ichyuu meurt en 1815 avant qu'elle soit terminée, mais son successeur, le prêtre Kohshuu l'achève en avril 1832 après trente-huit ans de construction. C'est l'une des trois grandes statues de Bouddha en portrait au Japon,.

## Construction
Le Grand Bouddha de Gifu est unique en raison de sa méthode de construction. D'abord, un pilier central de 1,8 m de circonférence a été réalisé en bois de ginkgo. La forme du Bouddha fut ensuite faite à l'aide d'un treillis de bambou. Le bambou fut recouvert d'argile pour ajouter de la forme et de nombreux écrits bouddhistes furent placés sur l'argile. Enfin, les écrits ont été couverts de laque et de feuilles d'or, ce qui donne au Bouddha l'apparence qu'il a encore aujourd'hui.

## Dimensions
- Hauteur de la statue : 13,7 m
- Longueur du visage : 3,63 m
- Longueur des yeux : 0,66 m
- Longueur des oreilles : 2,12 m
- Largeur de la bouche : 1,31 m
- Hauteur du nez : 0,36 m[2]